# 林堡省 (荷兰)
林堡省（荷蘭語：Limburg Provincie）是荷兰东南部的一个省份，东边与德国接壤，西南边与比利时接壤。省会城市为马斯特里赫特，人口1,135,962（2005年）。

## 名稱由來
林堡省得名於現位於比利時的城堡城市——林堡，该省靠近韦斯德尔河谷，與比利時列日省接壤，該地即中世紀林堡公國的領地，沿著马斯河延伸而去可以到列日市，然而環繞著林堡公國的還包含了布拉班特公国、于利希公國、海尔德公国以及列日采邑主教区，多元文化的影響使該省至今保留獨特的方言——林堡語。

## 地理
該省的南部同時也是荷蘭國境之南，也是該國稀有的山丘地形存在地，也是荷蘭海拔最高處－法尔斯山的所在地。法尔斯山位於荷蘭、比利時與德國之交界，該地區最重要的河流即馬士河，其流域貫穿該省由南至北，林堡省的地貌也大多被馬士河所影響，該河的土壤沉積成黏土和壚土，造就開採這些土壤的工業興起，該省主要的城市－馬斯垂克及其廣大的郊區，例如南部的锡塔德-赫伦以及林堡公园城（包含了海爾倫），而北部則有芬洛，國際標準化組織把該省編定為ISO 3166-2:NL-LI。

## 语言
林堡省有其自身的语言，称为林堡语（林堡语）。林堡语为地区性的小语种，被收入歐洲區域或少數民族語言憲章。大约有一百六十万左右的荷兰人、比利时人及德国人能够讲这种语言。

## 政府
省議會一席一共63個席次，該省女王專員有別於荷蘭其他省分稱做總督，省議會由該省公民直選，總督由內閣推薦經荷蘭君主任命，現任總督為萊昂·弗里森，而省議會中自由黨是最大黨。
省務大多由省行政部門所辦理，而行政部門是由總督所領導，行政代表通常依自身專長領域有專門負責的事務。

## 市镇
| - 贝克Beek - 贝瑟尔Beesel - 贝亨Bergen - 布林瑟姆Brunssum - 埃赫特-叙斯特伦Echt-Susteren - 艾斯登-马赫拉滕Eijsden-Margraten - 亨讷普Gennep - 许尔彭-维特姆Gulpen-Wittem - 海尔伦Heerlen - 马斯河畔霍斯特Horst aan de Maas - 凯尔克拉德Kerkrade | - 兰赫拉夫Landgraaf - 勒达尔Leudal - 马斯豪Maasgouw - 马斯特里赫特Maastricht - 梅尔森Meerssen - 莫克和米德拉尔Mook en Middelaar - 下韦尔特Nederweert - 尼特Nuth - 翁德班肯Onderbanken - 皮尔和马斯Peel en Maas - 鲁尔达伦Roerdalen | - 鲁尔蒙德Roermond - 斯欣嫩Schinnen - 辛珀尔费尔德Simpelveld - 锡塔德-赫伦Sittard-Geleen - 斯泰恩Stein - 法尔斯Vaals - 赫尔河畔法尔肯堡Valkenburg aan de Geul - 芬洛Venlo - 芬赖Venray - 富伦达尔Voerendaal - 韦尔特Weert |

## 經濟
從前林堡地區以開採泥炭、礫石和煤為主，而這些開採業都是國有企業－帝斯曼的經營項目，該企業主要業務是家化學工業，目前仍在林堡執行業務，汽車工業泊爾（Born）和印刷機製造工業奧西（Océ）以前也在林堡有經營。
此外在起伏的南部地區到人口稠密的東南部，北部和西南部馬斯特里赫特在斯塔德海爾倫/凱爾克拉特之間的三角，有大約四啤酒的啤酒廠。
林堡也是荷蘭全境內唯二之一的水果種植區。
這四十年以來大量的果樹種植區被馬士河的河水所侵襲或取代。

## 圖片集
|  |  |  |  |